# Spy Hunter (jeu vidéo, 2001)
Pour les articles homonymes, voir Spy Hunter.
Spy Hunter (stylisé SpyHunter) est un jeu vidéo de combat motorisé édité par Midway Games, sorti en 2002 sur PlayStation 2, Xbox, GameCube, Windows, Mac OS et Game Boy Advance.

## Accueil
- Jeuxvideo.com : 13/20 (PS2)[1] - 10/20 (XB)[2] - 8/20 (PC)[3] - 12/20 (GBA)[4]